# 斎藤拓泰
斎藤 拓泰（さいとう　ひろやす、1996年〈平成8年〉2月8日 - ）は、日本の実業家。株式会社Gracia（現：株式会社タンプ）を創業。ギフト専門通販「TANP」を運営。

## 経歴・人物
幼少期をアメリカで過ごす。
2019年、東京大学経済学部卒業。東京大学在学中の2017年に株式会社Graciaを創業し、同社代表取締役就任。
2020年3月にForbes 30 Under 30 AsiaにRetail&ECommerce部門に選出。同年10月にForbes JAPAN 30 UNDER 30に選出。同年、ベンチャーキャピタルより10.3億円の第3者割当増資を発表。

## 略歴
- 2017年 - 株式会社Gracia（現：株式会社タンプ）代表取締役就任
- 2019年 - 東京大学経済学部経営学科卒業
- 2020年 - 10.3億円の第3者割当増資を実施